# آگوست فن گودریش

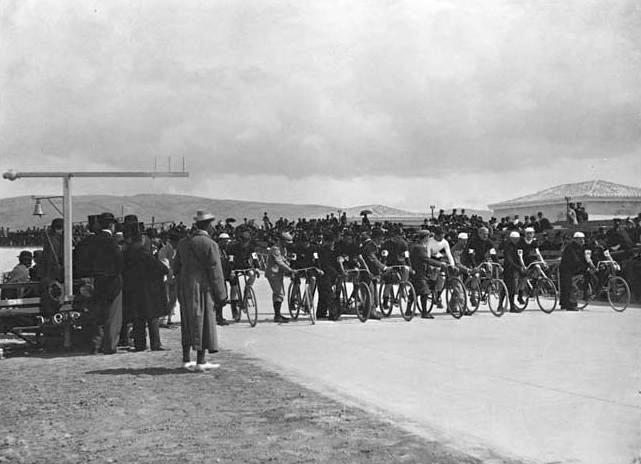
مراسم شروع مسابقه دوچرخه‌سواری المپیک تابستانی ۱۸۹۶

آگوست فن گودریش (آلمانی: August von Gödrich؛ ۲۵ سپتامبر ۱۸۵۹ – ۱۶ مارس ۱۹۴۲) یک دوچرخه‌سوار اهل آلمان بود.
از افتخارات وی میتوان به کسب مدال نقره دوچرخه‌سواری جاده در بازی‌های المپیک تابستانی ۱۸۹۶ اشاره کرد.